# Chanay
Chanay és un municipi francès situat al departament de l'Ain i a la regió d'Alvèrnia-Roine-Alps. L'any 2007 tenia 602 habitants.

## Demografia

### Població
El 2007 la població de fet de Chanay era de 602 persones. Hi havia 212 famílies de les quals 72 eren unipersonals (40 homes vivint sols i 32 dones vivint soles), 68 parelles sense fills, 52 parelles amb fills i 20 famílies monoparentals amb fills.
La població ha evolucionat segons el següent gràfic:
Habitants censats

### Habitatges
El 2007 hi havia 290 habitatges, 217 eren l'habitatge principal de la família, 49 eren segones residències i 24 estaven desocupats. 223 eren cases i 66 eren apartaments. Dels 217 habitatges principals, 137 estaven ocupats pels seus propietaris, 62 estaven llogats i ocupats pels llogaters i 18 estaven cedits a títol gratuït; 10 tenien una cambra, 15 en tenien dues, 33 en tenien tres, 58 en tenien quatre i 101 en tenien cinc o més. 172 habitatges disposaven pel capbaix d'una plaça de pàrquing. A 94 habitatges hi havia un automòbil i a 103 n'hi havia dos o més.

### Piràmide de població
La piràmide de població per edats i sexe el 2009 era:
| Homes | Edats   | Dones |
| ----- | ------- | ----- |
| 0     | 95 o +  | 0     |
| 4     | 90 a 94 | 0     |
| 0     | 85 a 89 | 8     |
| 0     | 80 a 84 | 0     |
| 8     | 75 a 79 | 8     |
| 16    | 70 a 74 | 12    |
| 8     | 65 a 69 | 12    |
| 4     | 60 a 64 | 16    |
| 4     | 55 a 59 | 8     |
| 16    | 50 a 54 | 16    |
| 36    | 45 a 49 | 12    |
| 12    | 40 a 44 | 28    |
| 20    | 35 a 39 | 20    |
| 8     | 30 a 34 | 12    |
| 12    | 25 a 29 | 8     |
| 12    | 20 a 24 | 12    |
| 12    | 15 a 19 | 108   |
| 28    | 10 a 14 | 48    |
| 0     | 5 a 9   | 12    |
| 4     | 0 a 4   | 8     |

## Economia
El 2007 la població en edat de treballar era de 378 persones, 266 eren actives i 112 eren inactives. De les 266 persones actives 249 estaven ocupades (130 homes i 119 dones) i 17 estaven aturades (6 homes i 11 dones). De les 112 persones inactives 30 estaven jubilades, 65 estaven estudiant i 17 estaven classificades com a «altres inactius».

### Ingressos
El 2009 a Chanay hi havia 212 unitats fiscals que integraven 512 persones, la mediana anual d'ingressos fiscals per persona era de 20.268 €.

### Activitats econòmiques
Dels 12 establiments que hi havia el 2007, 2 eren d'empreses de comerç i reparació d'automòbils, 2 d'empreses de transport, 1 d'una empresa d'hostatgeria i restauració, 4 d'empreses de serveis i 3 d'entitats de l'administració pública.
Dels 2 establiments de servei als particulars que hi havia el 2009, 1 era una autoescola i 1 restaurant.
L'únic establiment comercial que hi havia el 2009 era una botiga de menys de 120 m².
L'any 2000 a Chanay hi havia 8 explotacions agrícoles que ocupaven un total de 490 hectàrees.

## Equipaments sanitaris i escolars
L'únic equipament sanitari que hi havia el 2009 era un hospital de tractaments de mitja durada (seguiment i rehabilitació).
El 2009 hi havia una escola elemental.

## Poblacions més properes
El següent diagrama mostra les poblacions més properes.